# J.J. Stokes
Jeral Jamal Stokes (San Diego, 6 ottobre 1972) è un ex giocatore di football americano statunitense che ha militato nel ruolo di wide receiver nella National Football League (NFL).

## Biografia
Al college, Stokes giocò a football a UCLA. Fu scelto come decimo assoluto nel Draft NFL 1995 dai San Francisco 49ers, giocandovi fino al 2002. Dopo una partenza lenta, l'ex Bruin terminò la sua prima stagione con 38  517 yard ricevute e 4 touchdown, l'ultimo dei quali su passaggio di Jerry Rice.
Durante la stagione 1996, Stokes si ruppe una mano e perse la maggior parte della stagione, portando i 49ers in una situazione di emergenza a scegliere nel terzo giro del Draft NFL 1996 Terrell Owens. Nel 1997, con Rice che non poté scendere in campo a causa della rottura del legamento crociato anteriore, Stokes e Owens formarono una coppia affidabile per il quarterback Steve Young, con Stokes che terminò con 58 ricezioni per 733 yard e 4 touchdown. Anche col ritorno di Rice, la produzione di Stokes non calò, concludendo con i primati in carriera per ricezioni (63), yard (770) e touchdown (8).
Assieme al resto della squadra, la produzione di Stokes calò nel 1999 quando la carriera di Young giunse al termine a causa di un infortunio subito contro gli Arizona Cardinals. I 49ers lo svincolarono prima della stagione 2003, firmando prima con i Jacksonville Jaguars e poi coi New England Patriots con cui, se pur utilizzato sporadicamente, vinse il Super Bowl XXXVIII nell'ultima stagione della carriera.

## Palmarès
- Super Bowl : 1

New England Patriots: XXXVIII
- American Football Conference Championship: 1

New England Patriots: 2003

## Statistiche
| Ricezioni     | 342   |
| Yard ricevute | 4.293 |
| Touchdown     | 30    |